# 文化劇 (臺灣新劇)
文化劇又稱文化戲，是台灣日治時期的一種台灣新劇。臺灣文化協會曾大力推廣文化劇。1927年以後，由於臺灣文化協會的分裂和日本當局的打壓，文化劇演出逐漸減少。1930年6月，臺灣文化協會豐原支部決定中止支持文化劇。1932年以後文化劇基本消失。